# Super Robot Wars
Super Robot Wars (jap. スーパーロボット大戦 Sūpā Robotto Taisen; lub Super Robot Taisen, znane też jako SRW) to seria taktycznych gier RPG, cechujących się turowymi walkami. Jest dziełem japońskiej firmy Banpresto, oddziału Namco Bandai, i została wydana na wiele konsoli. Jej charakterystyczną cechą jest korzystanie z wielkich robotów z popularnych japońskich anime, tworzenie z nich drużyn i przeprowadzanie w nich batalii. Do tego dochodzą złożona fabuła, zawierająca elementy z anime z których pochodzą postacie i mechy, tworząc z tego grę łatwą w obsłudze nawet dla graczy nie znających języka japońskiego.
Pierwsza gra z serii została wydana na Nintendo Game Boy w 1991 roku. Pierwszymi mechami w grze były Mazinger Z, Getter Robo i najwcześniejsze inkarnacje Gundamów. Pierwsze dwa mechy są dziełem słynnego japońskiego artysty mangowego, Go Nagai i reprezentują super roboty, podczas gdy Gundamy reprezentują prawdziwe roboty. Tradycją serii jest umieszczanie w kolejnych częściach Mazingerów, Getter Robo i Gundamów z serii Universal Century, uznawanych przez fanów za "Świętą Trójcę" serii, jednak kolejne części skupiają się czasem na innych mechach.
Niektóre serie, jak Gundam czy Neon Genesis Evangelion są znane na całym świecie, podczas gdy serie takie jak Raideen czy Daitarn 3 mają mały rozgłos poza Japonią. Ponieważ gry z serii Super Robot Wars łączą w sobie historie z wielu anime w których występują mechy, mają one ogromną bazę fanów. Ponieważ seria (do 2006) nigdy nie została wydana poza Japonią, ze względów licencyjnych (jest praktycznie niemożliwe by w Ameryce lub Europie pojawiła by się oficjalnie zlokalizowana gra z serii, w której pojawiają się np. Mazinger Z czy Raideen, ponieważ koszty licencji byłyby olbrzymie), powstały tłumaczenia niektórych tytułów (np. Super Robot Wars Alpha Gaiden), stworzone przez fanów na język angielski.
7 września, 2006 roku, Atlus USA wypuściła Super Robot Taisen: Original Generation na Game Boy Advance w Ameryce. Tym samym, ten tytuł stał się pierwszą grą z serii Super Robot Wars wydanych poza Japonią. Było to możliwe dzięki faktowi, iż w grze nie pojawiają się mechy i postacie z anime a wyłącznie te stworzone przez Banpresto. Kilka miesięcy później na amerykański rynek trafiła druga część, Super Robot Taisen: Original Generation 2. Gra Super Robot Taisen OG Saga: Endless Frontier została wydana na Nintendo DS w kwietniu 2009 roku.

## Przebieg gry
Wiele gier z serii rozpoczyna się od wyboru przez Gracza jednej z oryginalnych postaci stworzonych przez Banpresto oraz ich mecha (choć w niektórych grach wybór jednej postaci pociąga za sobą automatyczny wybór mecha), po czym gra się rozpoczyna. Od tej chwili, postać wybrana przez Gracza wkracza w świat, w którym spotykają się postacie i mechy z wielu anime, co powoduje też m.in. sojusze wrogów postaci, do których dołącza bohater Gracza. Przykładem tego może być np. połączenie sił głównych wrogów z Mazinger Z, Doktora Hella i Lorda Gorgona z Paptimusem Scirocco z Zeta Gundam.
Struktura działań w grach jest następująca: gdy rozpoczyna się poziom, najpierw Gracz śledzi rozmowę postaci przed rozpoczęciem akcji, które często dają informacje o danej postaci, jej motywach lub też informacje o mechach czy wydarzenia z przeszłości. By ukończyć poziom, Gracz musi najczęściej poprowadzić drużynę mechów do walki przeciw wrogim siłom, czego rezultatem jest zniszczenie wroga. Podczas walki należy się dobrze zastanowić nad wyborem broni; jedne wymagają amunicji, inne energii samego mecha, a także zwracać uwagę na teren na którym toczy się bitwa: niektóre mechy bardzo dobrze radzą sobie na lądzie, inne są lepsze w kosmosie lub pod wodą. Piloci posiadają też specjalne Spirit Commands, które są odpowiednikami magii. Każdy pilot posiada 6 umiejętności z ponad 30 dostępnych i różnią się one między sobą. Określone umiejętności pomagają uniknąć następnego ataku (Alert), podnoszą obronę przed atakami (Guard) czy podwajają zadawane obrażenia (Valor). Jeśli podczas walki Gracz zaliczy jakieś wyjątkowo trudne zadanie, np. zestrzelić bossa nie dając mu uciec lub ochrona sojuszniczych jednostek, może on zostać nagrodzony Mistrzostwem Bojowym (Battle Mastery), które mają wpływ na poziom trudności gry i zebranie określonej ilości Mistrzostw daje Graczowi dostęp do nowych mechów i poziomów. Po zakończeniu walki następuje kolejny dialog pomiędzy postaciami, po którym Gracz zostaje przeniesiony do menu, w którym może zapisać grę, za zdobyte w walce pieniądze udoskonalić mechy i ich uzbrojenie, nauczyć pilotów nowych umiejętności lub udoskonalić ich statystyki.

### Bitwa
Gracz wybiera jednostkę i wydaje jej rozkazy, typu "ruch", "atak", lub użycie wspomnianych Spirit Commands. Niektóre jednostki są w stanie się transformować: na przykład Zeta Gundam może przemienić się w statek powietrzny, a Getter Robo może zamienić się w jedną z trzech dostępnych form, by dostosować się do walki w powietrzu, na lądzie lub pod wodą. Dodatkowo, teren na którym toczy się bitwa może mieć wpływ nie tylko na poruszanie się mechów, ale też na skuteczność poszczególnych broni: dla przykładu, zdecydowana większość broni laserowych jest bardzo słaba pod wodą a techniki wymagające atmosfery (np. Rust Hurricane Mazingera Z) nie mogą być użyte w kosmosie.
W kolejnych częściach pojawiają się misje podzielone na kilka części, które wymagają większego zaangażowania taktycznego (należy mądrze korzystać z dostępnych przedmiotów i Spirit Commands). Dodatkowo, dochodzą też "wsparcia" przy ataku jednej jednostki, lub gdy jedna jednostka chroni inna przed atakiem.
Podczas walki, ważny jest też wskaźnik "woli" pilota (zwany też "morale"). Pozwala on wykonywać potężne ataki i podnosi potencjał pilota i jednostki podczas walki. Gdy jest odpowiednio wysoki, mogą zostać odblokowane specjalne umiejętności pilota, pozwalające np. na łatwiejsze unikanie ataków lub wzrost siły ataków. Wola wzrasta lub obniża się w zależności od działań na polu bitwy. Dla przykładu: gdy jednostki gracza konsekwentnie pokonują jednostki wroga, wola pilotów Gracza może wzrosnąć. Jeśli jednak Gracz, straci jakąś jednostkę, wola może spaść.
W grze postacie rzadko umierają. Jeśli Gracz stracił w boju jakąś jednostkę, po zakończeniu misji, jeśli pozwalają na to fundusze, może jednostkę naprawić. Śmierć w grze najczęściej dotyka głównie bossów lub głównych złych z określonych anime.
Istnieje możliwość by podczas walki, określone jednostki gracza mogły przekonać do siebie niektóre jednostki wroga, co spowoduje ich odłączenie się od wroga i dołączenie do Gracza. Kilka postaci i mechów podczas każdej gry można zdobyć tylko przekonując do siebie przeciwnika.

### Jednostki
Jednostki w grze są podzielone na 2 kategorie: Super Roboty i Prawdziwe Roboty (Real Robot). Mazinger Z, archetyp super robota, posiada bardzo dużo punktów życia, silną obronę i potężne ataki specjalne, jednak trudno mu unikać ataków. Z drugiej strony, Nu Gundam, archetyp prawdziwego robota, jest szybszy i zwinniejszy, co sprawia, że dość łatwo unika ataków. Nie jest jednak tak potężny jak super robot i ma mniej punktów życia. Dodatkowo, prawdziwe roboty do korzystania ataków wymagają mnie energii do korzystania ze specjalnych ataków niż super roboty. Są jednak wyjątki: Raideen, choć sklasyfikowany jako super robot, do większości ataków wykorzystuje małe ilości energii. Są też jednostki "wsparcia", które są w stanie naprawiać jednostki czy też odnawiać ich energię.

## Tytuły w serii
Zwykle są to pojedyncze tytuły, lecz niektóre są połączone określoną historią:
Classic
Zawiera gry Super Robot Wars 2, Super Robot Wars 3, Super Robot Wars EX, Super Robot Wars F i Super Robot Wars F Final (w kolejności). F i F Final wymieniły Super Robot Wars 4. Boczna historia Masō Kishin - The Lord Of Elemental jest podzielona na 2 części: "Część pierwsza" ma miejsce przed Super Robot Wars 2; "część druga" po Super Robot Wars 4.
Alpha
Zawiera gry Super Robot Wars Alpha, Super Robot Wars Alpha Gaiden, Super Robot Wars Alpha 2 and Super Robot Wars Alpha 3 (w kolejności).
Original Generation
Najnowsza seria, w której występują "Banpresto Originals" (postacie i mechy stworzone przez Banpresto), zawiera elementy z poprzednich tytułów. Obie części Original Generation zostały wydane jako Super Robot Wars: Original Generations na PlayStation 2, uznawany za remake 3-D, wraz z sequelem Super Robot Wars Original Generation Gaiden.

## Tłumaczenia fanów
Niektóre gry z serii zostały nieoficjalnie przetłumaczone przez Aeon Genesis Translation Proclamation (AGTP): oryginalne Super Robot Wars, Super Robot Wars 3 i Super Robot Wars Alpha Gaiden. Super Robot Wars 4, Super Robot Wars Alpha, Super Robot Wars EX, i Lord of Elementals są obecnie tłumaczone przez AGTP.